# Örkelljunga utbildningscentrum

Örkelljunga utbildningscentrum är en skolanläggning i centrala Örkelljunga. Skolan består av fyra delar som är gymnasieskola, komvux, särvux och sfi. 
Gymnasiskolan erbjuder fyra program:
- Ekonomiprogrammet
- Naturvetenskapsprogrammet
- Samhällsvetenskapsprogrammet
- Introduktionsprogram som förbereder för studier eller yrkesliv
  - Programinriktat individuellt val
  - Yrkesintroduktion
  - Individuellt alternativ
  - Språkintroduktion

Skolan har fyra profiler: 
- Multisport
- E-sport